# Малоолександрівка (Павлоградський район)
Малоолекса́ндрівка — село в Україні, у Павлоградському районі Дніпропетровської області. Входить до складу Троїцької сільської громади. До 2017 року орган місцевого самоврядування — Привовчанська сільська рада. Населення за переписом 2001 року становить 597 осіб.

## Населення

### Мова
Розподіл населення за рідною мовою за даними перепису 2001 року:
| Мова            | Кількість | Відсоток |
| --------------- | --------- | -------- |
| українська      | 585       | 97.99%   |
| російська       | 11        | 1.84%    |
| інші/не вказали | 1         | 0.17%    |
| Усього          | 597       | 100%     |

## Географія
Село Малоолександрівка знаходиться на лівому березі річки Вовча, вище за течією на відстані 2 км розташоване село Привовчанське, примикає нижче за течією і на протилежному березі — місто Павлоград. На південно-західній околиці села бере початок Балка Дубова, уздовж якої село витягнуто на 3,5 км. По селу проходить автомобільна дорога Т 0408.

## Циганова могила
Біля села знаходиться курган бронзової доби Могила Циганова

## Економіка
- Насосна станція водопостачання.

## Об'єкти соціальної сфери
- Клуб.
- Фельдшерський пункт.